# Almugera Kabar
Almugera Kabar, né le 6 février 2006 à Brême en Allemagne, est un footballeur allemand qui évolue au poste d'arrière gauche au Borussia Dortmund.

## Biographie

### En club
Né à Brême en Allemagne de parents originaires de Libye, Almugera Kabar commence le football au SV Hüsten 09, puis il joue pour le Hammer SpVg avant d'intégrer le centre de formation Borussia Dortmund. Il fait partie des jeunes joueurs les plus prometteurs du club.
Il joue son premier match en professionnel le 26 octobre 2024, à l'occasion d'une rencontre de Bundesliga face au FC Augsbourg. Entré en jeu, il se fait remarquer de façon négative en étant exclu après avoir reçu deux cartons jaunes. Son équipe est quant à elle battue par deux buts à un.

### En sélection
En mai 2023, il est retenu avec les moins de 17 ans par le sélectionneur Christian Wück (en) afin de participer au Championnat d'Europe.
L'Allemagne atteint la finale de la compétition après sa victoire face à la Pologne le 30 mai 2023 (3-5 score final). Durant cette demi-finale il est notamment l'auteur d'un but et d'une passe décisive. Il est titularisé lors de la finale, remportée par les Allemands face à la France après une séance de tirs au but, le 2 juin 2023.

## Statistiques détaillées
| Saison                | Club                  | Championnat           | Championnat | Championnat | Championnat | Coupe(s) nationale(s) | Coupe(s) nationale(s) | Coupe(s) nationale(s) | Supercoupe | Supercoupe | Supercoupe | Compétition(s) continentale(s) | Compétition(s) continentale(s) | Compétition(s) continentale(s) | Compétition(s) continentale(s) | Total | Total | Total |
| Saison                | Club                  | Division              | M.          | B.          | P.d.        | M.                    | B.                    | P.d.                  | M.         | B.         | P.d.       | Comp.                          | M.                             | B.                             | P.d.                           | M.    | B.    | P.d.  |
| 2024-2025             | Borussia Dortmund     | Bundesliga            | 4           | 0           | 0           | 0                     | 0                     | 0                     | -          | -          | -          | C1                             | 0                              | 0                              | 0                              | 4     | 0     | 0     |
| Total sur la carrière | Total sur la carrière | Total sur la carrière | 4           | 0           | 0           | 0                     | 0                     | 0                     | 0          | 0          | 0          | -                              | 0                              | 0                              | 0                              | 4     | 0     | 0     |

## Palmarès
Allemagne -17 ans
- Championnat d'Europe -17 ans
  - Vainqueur : 2023
- Coupe du monde des moins de 17 ans
  - Vainqueur en 2023